# Berthierine
La berthierine è un minerale.